# 2003年香港
|        | 香港歷史 \| 香港歷史年表                                                                                                   |
| 世紀： | 20世紀香港 \| 21世紀香港 \| 22世紀香港                                                                                     |
| 年代： | 1970年代香港 \| 1980年代香港 \| 1990年代香港 \| 2000年代香港 \| 2010年代香港 \| 2020年代香港 \| 2030年代香港               |
| 年份： | 1999年香港 \| 2000年香港 \| 2001年香港 \| 2002年香港 \| 2003年香港 \| 2004年香港 \| 2005年香港 \| 2006年香港 \| 2007年香港 |
| 紀年： | 癸未年（羊年）、香港開埠162周年、香港回歸6周年                                                                             |

2003年對於香港來說是一個多事之年。經濟持續低迷，政府連番施政失誤，加上SARS疫症於社區大規模爆發，政治上政府又急於就基本法第二十三條立法而違背民意，促使7月1日有五十萬人遊行，民怨大規模爆發，市民要求行政長官董建華下台問責。事後董建華政府因未能取得立法會足夠的支持而終止廿三條立法，保安局局長葉劉淑儀及財政司司長梁錦松相繼請辭。社會對普選的訴求增強。泛民主派其後在2003年11月的區議會選舉取得較多議席，親政府的民建聯大敗。但及後隨著中央人民政府引進自由行及「更緊密經貿關係安排」，使香港於後半年經濟得以漸漸回穩。

## 政府

### 行政

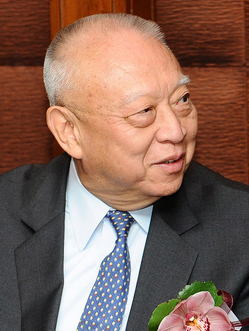
行政長官：董建華
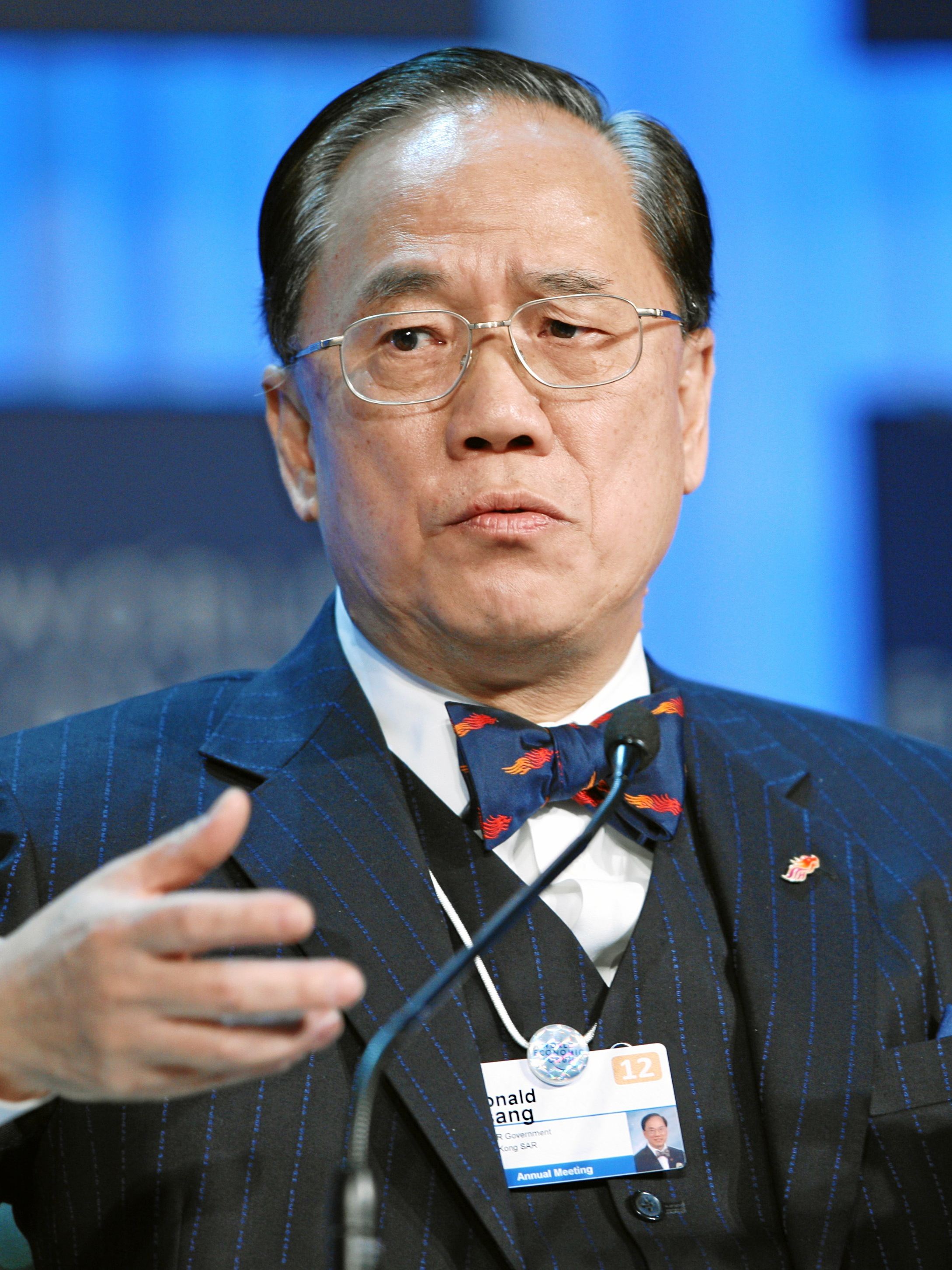
政務司司長：曾蔭權
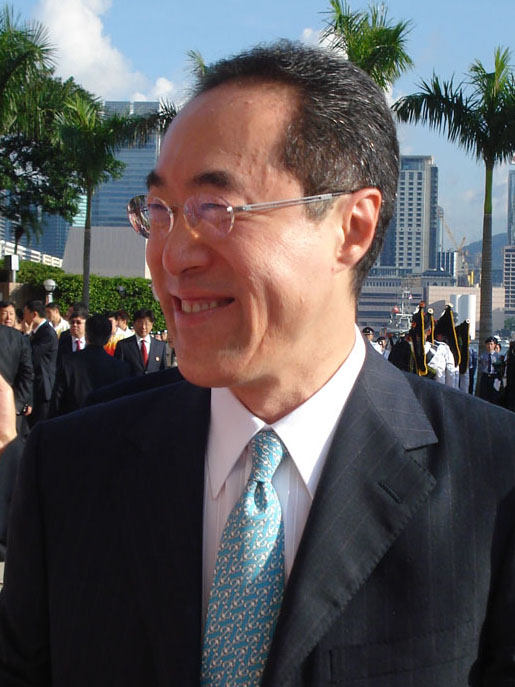
財政司司長：唐英年
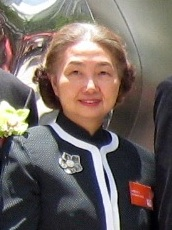
律政司司長：梁愛詩

### 立法

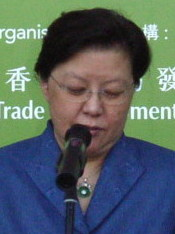
立法會主席：范徐麗泰

### 司法

終審法院首席法官：李國能

### 成員變動

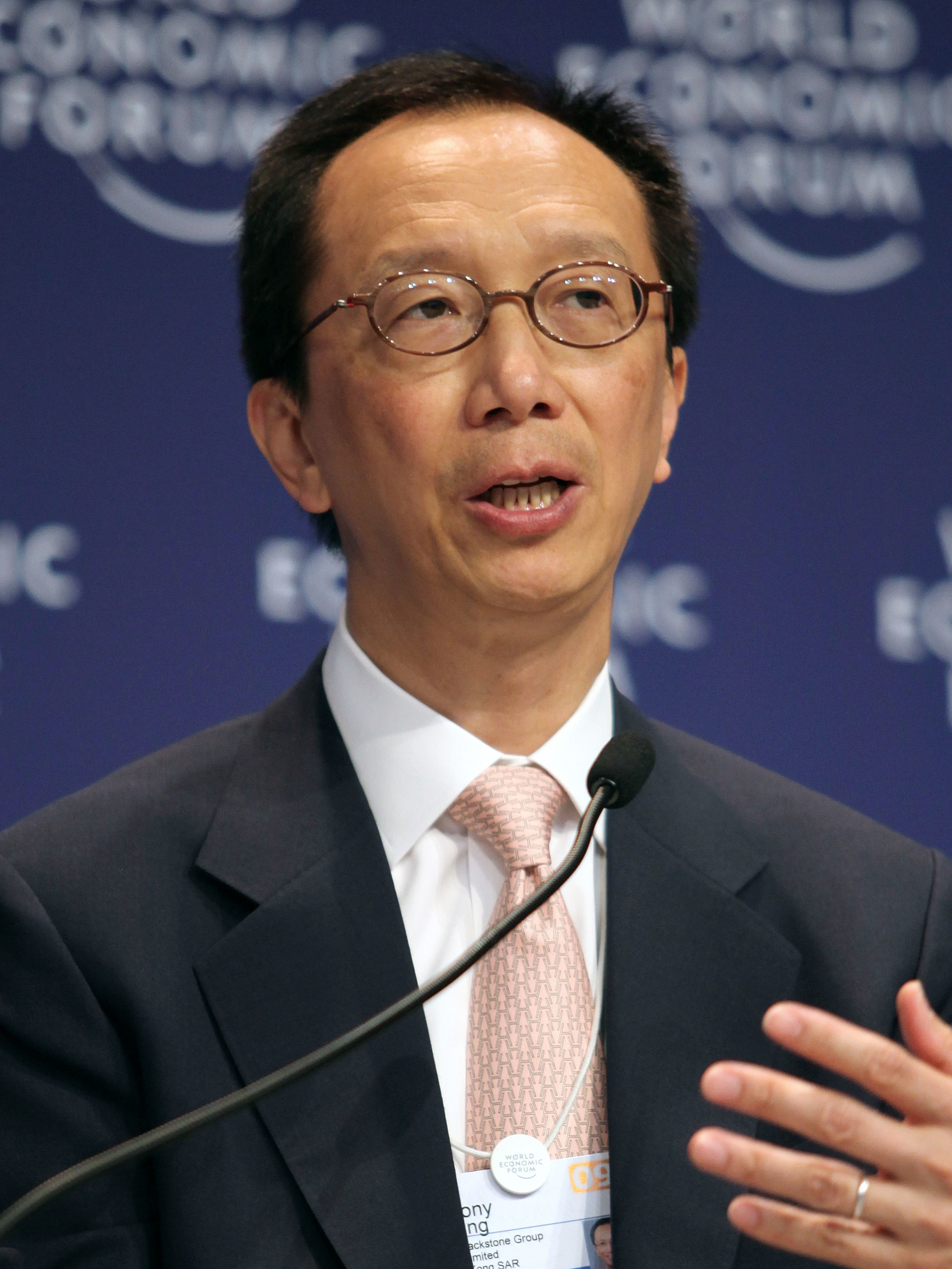
財政司司長：梁錦松（辭職）

## 大事記

### 1月
- 1月4日：早上十時許，一輛行走58X線的丹尼士三叉戟（174，車牌號碼HT5214）在屯門公路行駛期間，因最前面的貨櫃車急煞，巴士撞向前面一輛行走260X線的同款巴士（ATR320，車牌號碼KU8278），而巴士其後被另一輛貨櫃車撞及車尾，導致八車連環相撞意外，事件中造成10人受傷，而屯門公路事後嚴重受阻兩個多小時。
- 1月6日：一輛跑車凌晨在葵涌道超速行駛，撞上工程車，4死1傷。[1]
- 1月14日：香港黃金海岸一單位因暖風機漏電起火，印度裔家庭1死3危殆。[2]
- 1月15日：傍晚維園道與興發街交界發生奪命車禍，一輛私家車疑衝紅燈導致被一輛的士猛撞，私家車失控再撞向安全島，引致途人2死6傷。[3]其中一名女死者為藝人車保羅的5歲外孫女。
- 1月18日：天水圍天耀邨耀民樓命案。
- 1月26日：晚上六時許，一輛行走601線的丹尼士三叉戟（ATR228，車牌號碼JP5664）在北角英皇道被一輛東行電車撞及車尾，電車其後出軌，巴士其後衝往對面行車線與另一輛西行電車相撞，造成8名乘客受傷。
- 落馬洲過境通道提供24小時客運服務。

### 2月
- 2月2日：
  - 荔枝角道桂林街印巴裔青年襲擊案。
  - 紅磡海逸豪園5座劫殺案。
- 2月3日：時任民政事務局局長的何志平，在車公廟為香港求得寓意「凡事不吉」的下籤
- 2月5日：土瓜灣定安大廈虐殺案。
- 2月19日：兩輛行走269B線的富豪超級奧林比安（3ASV332，車牌號碼KM7215）及富豪奧林比安在尖沙咀漆咸道南與柯士甸道交界相撞，7人受傷。
- 2月21日：一名染SARS的廣州醫院退休教授，來港出席親屬的婚禮入住京華國際酒店，並且將疾病傳染給另外七名旅客。引發其後的SARS事件。

### 3月
- 3月3日：葵涌新葵興廣場馬會投注站劫案。
- 3月9日：
  - 早上6時許，一輛行走67M線的利蘭奧林比安（S3BL466，車牌號碼FW2096）在屯門青山公路—新墟段何福堂書院停站時，被一輛私家車撞向車尾，私家車上三人受傷。
  - 《蘋果日報》以頭版報道梁錦松在宣佈增加汽車首次登記稅前，在1月18日「偷步買車」，但他卻沒有申報利益有避稅之嫌，涉嫌以權謀私。
- 3月12日：早上五時許，一輛行走42C線的丹尼士三叉戟（ATR385，車牌號碼KW9517）在青衣涌美路與一輛失控越過對面行車線之的士相撞，的士司機受傷。
- 3月18日：早上十一時許，一輛行走87A線的丹尼士巨龍（AD319，車牌號碼HC553）在南昌街與巴域街交界撞向一輛行走9M線的專綫小巴，5人受傷。
- 3月20日：
  - 西洋菜南街卓悅化妝品公司門外兇殺案。
  - 港府首次證實有學童感染SARS（沙士），6名介乎2至15歲小童和學生證實染病[4]。
- 3月27日：港府宣佈由29日起全港學校停課9日（其後停課期不斷延長至4月下旬）。
- 3月29日：香港爆發SARS疫症，開始大規模的防疫措施。全港學校開始停課。

### 4月
- 4月1日：
  - 淘大花園爆發大規模「沙士」，衛生署宣佈封鎖淘大花園E座十日隔離，並安排E座居民搬遷入住渡假村。[5]
  - 非典型肺炎（沙士）疫情侵襲適逢愚人節，一名14歲中學男生從《明報》新聞網站下載新聞網頁，重新包裝成另一篇新闻稿在網上發放假消息，指特首宣佈香港已成為「疫埠」，更指「恆指大瀉，特首會辭職」等謠言。消息傳開，引起市面一片恐慌性搶購潮。直至政府官員公開闢謠，事件才得以平息。男童事後被警方拘捕[6]（見愚人節#反效果）
  - 藝人張國榮在港島中環文華東方酒店跳樓自殺身亡。[5]
- 4月2日：世界衛生組織因沙士疫情擴散向香港發出旅遊警告
- 4月8日：油麻地寶靈街3號二樓命案。
- 4月12日：男菲傭於沙田排頭村謀殺著名歷史學家孫國棟的女兒孫經文及女婿吳家望。
- 4月20日：筲箕灣大德街命案。
- 4月24日：早上九時許，一輛行走234B線的丹尼士巨龍9.9米（ADS198，車牌號碼JC570）在青山公路—汀九段近汀九橋橋底與一輛行走元朗至佐敦的公共小巴相撞，3人受傷。
- 4月26日：護士劉永佳為重症沙士病人插喉時，沾到飛沫而受感染去世，為香港首名因嚴重急性呼吸系統綜合症殉職的醫護人員[7]。
- 4月28日：元州邨元泰樓1樓命案。

### 5月
- 5月1日：早上七時許，一輛行走59A線的丹尼士巨龍（S3N302，車牌號碼FY3401）在葵涌道荔景邨巴士站停站時遭尾隨一輛私家車撞向車尾，私家車司機受傷兼涉嫌酒後駕駛被警方拘捕。
- 5月6日：晚上十時許，一名女車長駕駛一輛三菱MK117J（AM110，車牌號碼EW1568）行走212線當日往黃埔花園的末班車，駛經深旺道時突遭一名假扮乘客的獨行匪徒從後箍頸及用硬物指嚇，要求借用巴士往新界接載十多名「人蛇」，遭女車長拒絕。匪徒因而揮拳毆打車長，並用尼龍繩把其手腳綑綁，蒙頭置於巴士後座。匪徒其後盜駕巴士接應同黨，當巴士駛至觀塘敬業街時將車長財物掠空後逃走，女車長最後由途人協助報警將其送院。
- 5月7日：元朗山貝村石屋命案。
- 5月12日：尖沙嘴加拿芬道集友大廈八樓A4鳳樓劫殺案。
- 5月13日：屯門醫院胸肺科醫生謝婉雯感染沙士殉職，為首位因搶救沙士病人而殉職的公立醫院醫生。
- 5月23日：世界衛生組織解除對香港發出的旅遊警告。
- 5月30日：藝人林子祥晚上擔任汪明荃演唱會的表演嘉賓期間，疑演唱時太投入，致失足墮下身旁的舞台升降台洞穴中，一度昏迷，後證實耳骨碎裂。[8]

### 6月
- 6月1日：坐落中西區名校區的聖公會聖士提反堂小學因學生不足而致的財政壓力，宣布停辦。[9]
- 6月3日：淘大商場推出800萬元「精誠團結，彩虹再現」救市大行動，吸引全港市民前往消費，希望可以在非典型肺炎疫情後「劫後重生」。[10]
- 6月4日：5萬名市民在維園悼念六四事件。
- 6月5日：廣東省香港遊旅行團，在非典型肺炎疫情受控後重臨香港，當中大多為參加自由行的團員。
- 6月6日：
  - 土木工程署位於新清水灣道的「彩雲道及佐敦谷毗鄰發展計劃」其中一個地盤，下午發生罕見的爆石傷人意外，9人傷。
  - 近500名的士司機慢駛前往沙田馬場集合，與政府開會要求擱置新界的士減價。
- 6月11日：一輛往筲箕灣的102線富豪超級奧林比安12米雙層空調巴士（3ASV397，車牌KR2394），在銅鑼灣告士打道近記利佐治街的交通燈口起動時，同時上層一名42歲女乘客準備下車時在樓梯懷疑失足滑倒，頭部撞向下層輪椅停放處重傷昏迷，送院搶救後，至翌日上午不治。
- 6月16日：
  - 荃灣老圍上角山村裸女埋屍案。
  - 落馬洲停車場槍殺案。
- 6月17日：尖沙嘴加拿芬道集友大廈八樓A1旅館劫殺案。
- 6月20日：旺角彌敦道新興大廈命案。
- 6月21日：順利邨行人天橋兇殺案。
- 6月23日：
  - 世界衛生組織把香港從嚴重急性呼吸道綜合症（沙士）疫區名單中除名。世衛高度讚揚香港的防疫措施，時任特首董建華到曾是沙士重災區的牛頭角淘大花園巡視，並再次向沙士死難者表示難過和哀悼[11]。踏入三時正，同學們齊齊除下口罩。
  - 中環蘭桂坊晚上一片熱鬧歡騰。海港城及時代廣場舉行活動慶祝香港除下疫區之名。香港在持續三個月的疫症中錄得1,755宗案例，299人死亡，染病及死亡人數為全球第二高，僅次於中國大陸。
- 6月25日：香港女子蘇亮熒在泰國旅遊期間，誣指被三輪車夫強姦，被泰國曼谷法院判監一年半，她在翌年八月獲特赦，遣返回港並被泰國政府列為不受歡迎人物，終身禁止再入境泰國[12][13]
- 6月29日：《內地與香港關於建立更緊密經貿關係的安排》（俗稱CEPA）由中央政府和香港特區政府在香港簽署。

### 7月
- 7月1日：香港出現五十萬人上街遊行抗議特區政府就基本法第二十三條的立法。
- 7月6日：
  - 早上十一時許，一輛行走296C線的Neoplan Centroliner（AP6，車牌號碼JB319）在將軍澳隧道冒煙，事件中無人受傷。
  - 自由黨主席田北俊因為不同意政府繼續就基本法第二十三條立法而辭去行政會議成員一職。
- 7月7日：行政長官董建華宣佈擱置第二十三條立法。
- 7月8日：葵涌石籬邨石祥樓16樓倫常兇案。
- 7月9日：下午，一輛行走沙田愉翠苑至上水彩園邨73A線的丹尼士巨龍11米雙層巴士（S3N125，車牌號碼DP4806）在大埔廣福路與南運路交界疑因車長誤認燈號，在十字路口攔腰撞向一輛中型貨車。巴士車頭被貨車勾住而削開，整個路線牌燈箱飛脫，上層前排三名乘客更連同座椅被拋出車外受傷。
- 7月10日：早上，一輛行走麗瑤邨至天恆邨之九龍巴士265M線雙層巴士在屯門公路被一輛貨櫃車撞出路邊欄杆，從天橋墮下汀九村山坡，車長及20名乘客死亡，另造成20名乘客受傷。[14]
- 7月14日：早上九時許，一輛行走59M線的Neoplan Centroliner（AP106，車牌號碼JX6040）在皇珠路近友愛邨對開車尾突然冒煙著火，無人受傷。
- 7月16日：保安局局長葉劉淑儀及財政司司長梁錦松相繼提出請辭。
- 7月27日：下午一時許，一輛行走59M線的猛獅24.310（AMN30，車牌號碼JV2400）在屯門公路近屯門閣撞向前方一輛因前方道路工程由四線減至兩線而正在切線的吊臂車，巴士車長受傷。
- 7月28日：荃灣石圍角邨石蘭樓8樓倫常兇案。

### 8月
- 8月5日：一輛行走59A線的丹尼士巨龍（S3N300，車牌號碼FY2726）在屯門公路近深井因前面塞車而收慢車速，尾隨的一輛16座屋邨巴士撞向巴士車尾，意外造成8人受傷。
- 8月26日：一架政府飛行服務隊「海豚」直升機晚上出動執行任務期間發生意外，在大嶼山伯公坳失事撞山，2名隊員殉職，為服務隊成立10年來首宗致命事故。[15]

### 9月
- 9月2日：颱風杜鵑襲港，香港天文台發出四年來第二個9號風球。
- 9月8日：
  - 屯門內河碼頭一名貨櫃車司機被半噸皮革滾下壓中其頭部，當場重創昏迷，送院急救證實不治[16]。
  - 大嶼山草灣發現一具無頭、無手、無腳的屍體，屍體只剩下雙肩至小腹位置，四肢均被齊口切斷[17]。
- 9月10日：NOW寬頻電視啟播。
- 9月14日：一輛九巴1A駛至油麻地彌敦道時，一名男乘客使用𠝹刀襲擊司機。
- 9月16日：華貴邨殺妻案。
- 9月21日：屯門兆軒苑逸生閣12樓燒炭倫常慘案。
- 9月30日：西環卑路乍街聯友新樓命案。

### 10月
- 10月2日：
  - 政府成立沙士專家委員會，研究未來多年傳染病防治方案。
  - 尖東海旁弒父案。
- 10月5日：尖沙嘴金冠大廈淋鏹水案。
- 10月6日：上水中心公廁槍殺案。
- 10月11日：荃灣芙蓉山東林念佛堂命案。
- 10月18日：一輛行走屯門山景邨至灣仔（會展）之961線的富豪奧林比安11米雙層空調巴士（AV253，車牌號碼HH9138），在西九龍公路近奧海城二期對出失事撞向中央分隔石壆後全車側翻，並架在石壆上，車長及36名乘客受傷。
- 10月19日：旺角新填地街299號2樓馬檻命案。
- 10月31日：中國首位太空人楊利偉訪港，大批市民及小朋友在機場迎接[18]。

### 11月
- 11月2日：陽明山莊奶昔殺夫案
- 11月16日：填詞人林振強因癌症去世。
- 11月21日：
  - 新界八鄉錦田錦慶圍恆松閣命案
  - 上水金錢村新界喇沙中學，8名學生襲擊1名同學。
- 11月23日：區議會選舉投票日，由選民選出各區區議員（不包括當然議員及委任議員）。

### 12月
- 12月1日：沙田大埔公路傍晚發生奪命車禍，一部載有3名裝修工人的私家車在拐彎時懷疑高速下失控，越過對面行車線與一部40呎長的貨櫃車迎頭相撞，私家車內3人全部喪生。[19]
- 12月6日：
  - 荃灣海貴路智障少女遭虐殺案。
  - 深水埗福華街榮安商場2樓1號兇殺案。
- 12月20日：九廣西鐵（現稱港鐵屯馬線）通車。
- 12月25日：北角皇都大廈二樓兇殺案。
- 12月27日：長沙灣宏昌工業大廈縱火兇殺案。
- 12月30日：藝人梅艷芳因癌症逝世，享年40歲。[20]

## 節慶
下列節慶，如無註明，均是香港的公眾假期，同時亦是法定假日（俗稱勞工假期）。有 # 號者，不是公眾假期或法定假日（除非適逢星期日或其它假期），但在商業炒作下，市面上有一定節慶氣氛，傳媒亦對其活動有所報導。詳情可參看香港節日與公眾假期。
- 1月1日（星期三）：元旦
- 1月31日（星期五）：農曆年初一之前一日（補2月2日）
- 2月1日（星期六）：農曆年初一
- 2月2日（星期日）：農曆年初二
- 2月3日（星期一）：農曆年初三
- 4月4日（星期五）：兒童節 #
- 4月5日（星期六）：清明節
- 4月18日（星期五）：耶穌受難節（是公眾假期，但不是法定假日）
- 4月19日（星期六）：耶穌受難節翌日（是公眾假期，但不是法定假日）
- 4月21日（星期一）：復活節星期一（是公眾假期，但不是法定假日）
- 5月1日（星期四）：勞動節
- 5月8日（星期四）：佛誕（是公眾假期，但不是法定假日）
- 6月4日（星期三）：端午節
- 7月1日（星期二）：香港特別行政區成立紀念日
- 9月11日（星期四）：中秋節 #
- 9月12日（星期五）：中秋節翌日
- 10月1日（星期三）：中華人民共和國國慶日
- 10月4日（星期六）：重陽節
- 10月31日（星期五）：萬聖夜 #
- 12月22日（星期一）：冬至（是法定假日，但不是公眾假期，根據法定假日放假的機構，或會聖誕節放假，冬至不放假。部份機構或會提早下班）
- 12月24日（星期三）：平安夜#（不是公眾假期或法定假日，但部份機構或會提早下班或放假一天）
- 12月25日（星期四）：聖誕節（根據法定假日放假的機構，或會冬至放假，聖誕節不放假）
- 12月26日（星期五）：聖誕節後第一個周日（是公眾假期，但不是法定假日）
- 12月31日（星期三）：公曆除夕# （不是公眾假期或法定假日，但部份機構或會提早下班或放假一天）

## 大型獎項

### 社會貢獻
- 大紫荊勳章：沒有頒發
- 金英勇勳章：謝婉雯
- 香港十大傑出青年選舉：陳瑞燕、陳偉民、郭富城、李文俊、梁詠琪、杜聰（杜宗智）、吳美樂（共7名）
- 香港傑出學生選舉：張雅頌、張燕詩、鄺婉欣、羅蔚山、廖潔盈、魏崇政、聶樂天、蕭柔芮、謝穎怡、余靜雯、余雪瑩（共11名）

### 2003年香港電影金像獎（第22屆）
- 最佳電影：《無間道》
- 最佳導演：劉偉強、麥兆輝 - 《無間道》
- 最佳男主角：梁朝偉 - 《無間道》
- 最佳女主角：李心潔 - 《見鬼》

### 電視廣播有限公司獎項（2003年）
- 香港小姐冠軍：曹敏莉
- 最佳男主角：郭晉安
- 最佳女主角：張可頤
- 萬千光輝演藝大獎（終身演藝成就獎）：胡楓
- 全球華人新秀歌唱大賽香港區選拔賽金咪大獎（冠軍）：陳偉霆
- 最受歡迎男歌手：李克勤
- 最受歡迎女歌手：容祖兒
- 金曲金獎：《我的驕傲》（歌手：容祖兒）

## 外部連結
- 香港年報2003（页面存档备份，存于）